# The Ghost Busters
The Ghost Busters è una serie televisiva statunitense andata in onda nel 1975 e che ha ispirato la serie animata Ghostbusters. Nonostante il nome sia simile, questa serie e il relativo universo narrativo non hanno nulla a che fare con il film Ghostbusters - Acchiappafantasmi e la derivata serie animata. Inizialmente la serie è stata trasmessa in USA, dall'emittente NBC, tra il settembre e il dicembre 1975, mentre in Italia, è stata trasmessa da Rete 4 dal 13 settembre 1987, in onda ogni domenica, e di conseguenza trasmessa anche sulle televisioni locali, nel corso degli anni novanta.

## Trama
Jack Kong, Eddie Spencer e Grunt si presentano come gli "Acchiappafantasmi", maldestri investigatori paranormali. Kong (Tucker) è stato il leader del trio con Spencer (Storch) come partner, e Grunt (Tracy, un gorilla, interpretato da Bob Burns) come loro aiutante che ha anche guidato il loro trabiccolo a malapena funzionante. Il loro quartier generale era situato in un edificio per uffici in una città non specificata (Il nome di Spencer sulla porta è stato scritto male "Spenser", mentre nei titoli di testa il suo nome è "Spencer"). L'ufficio si presentava  fatiscente, con carta da parati scollata, con normali apparecchiature e un grande armadio su cui Grunt appendeva numerosi cappelli compreso il suo cappellino marchio di fabbrica. L'unico mezzo di comunicazione con i potenziali clienti come Acchiappafantasmi è un telefono pubblico vicino alla porta di ingresso.
Gli episodi avevano sempre lo stesso sviluppo: presentazione dell'antagonista, assegnazione dell'incarico agli Acchiappafantasmi, indagini, inseguimento e conclusiva cattura del fantasma o mostro.

### Fantasmi
Lo spettacolo ha spesso fatto uso di personaggi spettrali provenienti dalla cultura popolare e letteraria, così come figure storiche  reali, tra cui:
- Frankenstein
- La Mummia
- Il Barone Rosso
- Il fantasma di Canterville
- Conte Dracula
- Billy the Kid
- Belle Starr
- Il capitano e il primo ufficiale dell'Olandese Volante.

## Episodi
| nº | Titolo originale                             | Titolo italiano                           | Prima TV USA      | Prima TV Italia |
| -- | -------------------------------------------- | ----------------------------------------- | ----------------- | --------------- |
| 1  | The Maltese Monkey                           | La scimmia maltese                        | 6 settembre 1975  |                 |
| 2  | Dr. Whatsisname                              | Il signore Comesichiama                   | 13 settembre 1975 |                 |
| 3  | The Canterville Ghost                        | Il fantasma di Canterville                | 20 settembre 1975 |                 |
| 4  | Who's Afraid of the Big Bad Wolf?            | Chi ha paura del lupo mannaro             | 27 settembre 1975 |                 |
| 5  | The Flying Dutchman                          | L'Olandese Volante                        | 4 ottobre 1975    |                 |
| 6  | The Dummy's Revenge                          | Il fantasma di Vandeville                 | 11 ottobre 1975   |                 |
| 7  | A Worthless Gauze                            | Una regina con molte pretese              | 18 ottobre 1975   |                 |
| 8  | Which Witch Is Which?                        | Qual è la strega?                         | 25 ottobre 1975   |                 |
| 9  | They Went Thataway                           | Billy the Kid e Belle Star                | 1º novembre 1975  |                 |
| 10 | The Vampire's Apprentice                     | Apprendista Vampiro                       | 8 novembre 1975   |                 |
| 11 | Jekyll & Hyde: Together, for the First Time! | Jeckyll e Hyde per la prima volta insieme | 15 novembre 1975  |                 |
| 12 | Only Ghosts Have Wings                       | Solo gli spettri hanno le ali             | 22 novembre 1975  |                 |
| 13 | The Vikings Have Landed                      | Ritorno dei Vichinghi                     | 29 novembre 1975  |                 |
| 14 | Merlin, the Magician                         | Il mago Merlino                           | 6 dicembre 1975   |                 |
| 15 | The Abominable Snowman                       | L'abominevole uomo delle nevi             | 13 dicembre 1975  |                 |

## Edizione italiana
A dare le voci di questi personaggi sono stati affidati a: Gianni Marzocchi Kong e a Massimo Giuliani Spencer. Il doppiaggio italiano è stato curato dalla CDC - Cooperativa Doppiatori Cinematografici mentre il direttore del doppiaggio è stato affidato ad Alessandro Acerbo.